# Муссон (Мёрт и Мозель)
Муссо́н (фр. Mousson) — коммуна во французском департаменте Мёрт и Мозель, региона Лотарингия. Относится к  кантону Понт-а-Муссон.

## География
Муссон расположен  в 25 км к северу от Нанси и 25 км к югу от Меца и в непосредственной близости к Понт-а-Муссону. Соседние коммуны: Понт-а-Муссон на западе, Лемениль на северо-востоке, Аттон на юго-востоке.

## Демография
Население коммуны на 2010 год составляло 121 человек.
| 1962 | 1968 | 1975 | 1982 | 1990 | 1999 | 2010 |
| ---- | ---- | ---- | ---- | ---- | ---- | ---- |
| 164  | 173  | 136  | 162  | 144  | 143  | 121  |